# Pave Konstantin 1.
Konstantin 1. (664 - 9. april 715) var pave fra 25. marts 708 til sin død i 715. Med undtagelse af modpave Konstantin, er han den eneste pave, der har taget navn navn der så åbenlyst er efter en østlig kejser. I sin tid som pave blev navn også brugt af kejsere og patriarker.
Han blev valgt som en af de sidste pave i det byzantinske pavedømme. En af hans vigtigste handlinger var, da han i 710/711 besøgte Konstantinopel, hvor han kompromitterede Justinian 2. i de Trullanske kanoner under det Quinisexte koncil. Konstantin var den sidste pave, der besøgte Konstantinopel indtil Pave Paul 6. gjorde det i 1967.
Han efterfulgte Pave Sisinnius, der med kun 21 dage som pave er bland de personer som har bestredet embedet i kortest tid, efter to måneders sede vacante.
Han var den næstsidste ikke-europæiske pave indtil Pave Frans blev valgt i 2013.